# Косік Сергій Миколайович
Сергі́й Микола́йович Ко́сік — український військовик, генерал-лейтенант Державної прикордонної служби України, начальник Південного регіонального управління ДПС України. Лицар ордена Богдана Хмельницького III ступеня.

## Життєпис
Народився 08 жовтня 1977 року у м. Славута Хмельницької області. Закінчив Академію Прикордонних військ України у 1999 році та Національну академію Державної прикордонної служби України у 2012 році, (охорона та захист державного кордону, магістр, офіцер управління органами охорони державного кордону).
Наприкінці березня 2014 призначений начальником Азово-Чорноморського регіонального управління ДПС України. 27 травня 2015 року Сергію Косіку присвоєно військове звання генерал-майора.
З листопада 2014 року — начальник Південного регіонального управління ДПС України. 14 жовтня 2016 року Указом Президента України №455/2016 присвоєно чергове військове звання — генерал-лейтенант.

## Нагороди
- Орден Богдана Хмельницького III ступеня (8 вересня 2014) — за особисту мужність і героїзм, виявлені у захисті державного суверенітету та територіальної цілісності України[4]
- Медаль «Захиснику Вітчизни» (2002) — за вагомі особисті заслуги, мужність і високий професіоналізм, виявлені при охороні державного кордону України[5]
- Медаль «За мужність в охороні державного кордону»
- Медаль «15 років ДПСУ» (2007),
- Медаль «За бездоганну службу» ІІІ ст. (2008),
- Медаль «15 років сумлінної служби» (2013).